# Egipatska košarkaška reprezentacija
Egipatska košarkaška reprezentacija predstavlja državu Egipat u športu košarci.
Krovna organizacija:
Glavni trener:

## Nastupi na velikim natjecanjima

### Olimpijske igre
- 1936.: 15. – 18. mjesto
- 1948.: 19. mjesto
- 1952.: 9. – 16. mjesto
- 1972.: 16. mjesto
- 1976.: 12. mjesto
- 1984.: 12. mjesto
- 1988.: 12. mjesto

### Svjetska prvenstva
- 1950.: 5. mjesto
- 1959.: 11. mjesto
- 1970.: 13. mjesto
- 1990.: 16. mjesto
- 1994.: 14. mjesto
- 2014.: 24. mjesto

### Europska prvenstva
- 1937.: 8. mjesto
- 1947.:  bronca
- 1949.:  zlato
- 1953.: 8. mjesto

### Afrička prvenstva
- 1962.:  zlato
- 1964.:  zlato
- 1970.:  zlato
- 1972.:  srebro
- 1975.:  zlato
- 1978.:  bronca
- 1981.:  srebro
- 1983.:  zlato
- 1985.:  bronca
- 1987.:  srebro
- 1989.:  srebro
- 1992.:  bronca
- 1993.:  srebro
- 1997.: 4. mjesto
- 1999.:  bronca
- 2001.:  bronca
- 2003.:  bronca
- 2007.: 4. mjesto
- 2009.: 10. mjesto
- 2011.: 11. mjesto
- 2013.:  srebro